# Waldemar Kita
Waldemar Kita, né le 7 mai 1953 à Szczecin (Poméranie-Occidentale, Pologne), est un homme d'affaires et dirigeant sportif franco-polonais.

## Biographie

### L'optique et l'esthétique
Optométriste de formation, Waldemar Kita fait fortune en créant en août 1987, avec Jean Charles Halimi et Bruno Willerval, la société Cornéal.
En plus de l'ophtalmologie, Cornéal (56 millions d'euros de chiffre d'affaires en 2005) s'est aussi imposé dans la médecine esthétique grâce à la production d'acide hyaluronique (Juvederm, Surgiderm) destiné à atténuer les rides du visage.
Waldemar Kita a vendu Cornéal en décembre 2006 à la société américaine Allergan, pour 170 millions d'euros.
Il crée en 2007 la société Vivacy à Archamps. En décembre 2022, les laboratoires Vivacy ont été vendus à Bridgepoint pour environ 900 M€.
Waldemar Kita est propriétaire du club suisse du FC Lausanne-Sport de 1998 à 2001, club qui fait faillite un an après son départ. Il a été plusieurs fois accusé de porter la responsabilité de cette faillite,. Il tente de racheter le FC Nantes en 1998, mais le conseil d'administration de l'époque juge son projet peu crédible.
Il devient finalement propriétaire et président du FC Nantes en août 2007, en le rachetant à Socpresse, société détenue par Serge Dassault,. Le club remonte en Ligue 1 en mai 2008. Le FC Nantes est relégué en Ligue 2 à l'issue de la saison 2008-2009 alors que la gestion du club par son président est sujette à controverse,. Il retrouve la Ligue 1 en 2013.
Son fils, Franck Kita, est le directeur général du FC Nantes.
En 2019, il reçoit une offre pour  vendre le FC Nantes. Confronté à ses supporters depuis des années, et même à ses propres joueurs, comme l'a montré l'enregistrement d'Emiliano Sala dévoilé par l'Equipe, l'homme d'affaires est sur le point de vendre, mais annule au dernier moment.
Finalement, c'est son fils qui prend en partie les commandes du club en assurant les conférences de presse de présentation des joueurs.
Sous ce que certains appellent l'ère Kita, le FC Nantes souffre d'une instabilité au niveau de ses entraîneurs. Jocelyn Gourvennec, est le 20eme entraineur en 16 ans de présidence Kita.
Depuis début 2021, les supporters manifestent avant chaque match pour réclamer le départ de Kita, en parlant d'un « Kita Circus ».

## L'aviation

Logo de la compagnie aérienne VallJet

Waldemar Kita est cofondateur et propriétaire avec deux autres industriels de la première compagnie aérienne d'affaires française, la compagnie VallJet - La Baule Aviation (30 avions, 150 employés, 60 M€ de chiffre d'affaires en 2021). La société a son siège à Mauges-sur-Loire (Maine-et-Loire) depuis janvier 2022, avant le siège était l'aérodrome d'Ancenis (Loire-Atlantique) près de Nantes et à la création en 2008 sur l'aéroport de la Baule (Loire-Atlantique).
Dans un reportage diffusé jeudi 9 mars, l’émission « Complément d’enquête » a recueilli le témoignage d’anciens pilotes de Valljet, société co-fondée par le propriétaire du FC Nantes. Ces derniers racontent que la compagnie négligerait parfois la sécurité de ses passagers.
Le Bureau d’enquêtes et d’analyses pour la sécurité de l’aviation civile pointe notamment du doigt « une pratique non conforme » de l’exploitant de jets privés Valljet, après un incident grave survenu en janvier 2022. Un jet de la compagnie cofondée par le président du Football-club de Nantes avait failli entrer en collision avec un avion de ligne.

## Controverses

### Panama Papers et Football Leaks
En 2016, Waldemar Kita est cité dans l'affaire des Panama Papers pour être l'actionnaire d'une société offshore créée en 2007 et sise aux Iles Vierges britanniques et pour y avoir logé son yacht. La même année, son nom apparaît également dans l'affaire des Football Leaks.
En 2019, alors qu'une enquête pour fraude fiscale vise Waldemar Kita, Nantes Métropole décide de revenir sur sa décision de vendre la parcelle de terrain censée accueillir le nouveau stade, mettant ainsi un terme à ce projet du président du FC Nantes.

### Soupçons de fraude fiscale
Plusieurs journaux révèlent en 2016 que les actions du FC Nantes acquises par l'homme d'affaires sont en fait détenues par une société sise en Belgique ; cette société aurait déclaré 50 millions d'euros de pertes à l'État belge,.
Le 21 février 2017, le parquet national financier ouvre une enquête préliminaire sur le dirigeant soupçonné d'évasion fiscale par l'intermédiaire de cette société. Le yacht du financier ainsi que son appartement parisien sont saisis en 2020 à titre conservatoire, alors que l'enquête n'est pas encore achevée.
D'après la justice française, Waldemar Kita aurait fraudé à hauteur de 14,8 millions d’euros d’impôt sur la fortune grâce à sa résidence fiscale fictive en Belgique.
Waldemar Kita aurait par ailleurs touché, entre 2010 et 2019, au moins 70 millions d’euros au Luxembourg, sur lesquels il n’a payé aucun impôt sur le revenu en France, puisqu’il est résident fiscal en Belgique , selon les médias.
Il a également utilisé le prêt garanti par l'État pendant la COVID pour faire remonter de l'argent dans sa holding belge.

### Transfert à Cardiff City de l’attaquant Emiliano Sala
Waldemar Kita a aussi été mis en cause dans le cadre du transfert à Cardiff City de l’attaquant Emiliano Sala, disparu dans un accident d’avion le 21 janvier 2019.
Maître Antoine Vey, avocat du club gallois et ancien associé d’Éric Dupond-Moretti, l’ancien garde des Sceaux et ministre de la Justice, avait dénoncé des soupçons de blanchiment de fraude fiscale, blanchiment de capitaux et des paiements en espèces à grande échelle. On pense que les 17 M€ ne correspondent pas du tout à l’indemnité du transfert mais à un prix négocié entre plusieurs intervenants douteux qui se sont servis au passage.

### Transferts au FCN
Une autre enquête, supervisée par la Direction territoriale de la police judiciaire, s’intéresse à la régularité de certains transferts du FCN. Cette enquête ouverte pour « faux et usage de faux », « abus de biens sociaux », « blanchiment de fraude fiscale aggravée » et « blanchiment en bande organisée » cible deux agents proches de la direction du club, Bakari Sanogo et Joaquim Batica, mais aussi le président Waldemar Kita et son fils Franck.
Le 28 juin 2023, Waldemar Kita et son fils Franck Kita sont placés en garde à vue dans le cadre de l'information judiciaire ouverte en juin 2022 à la Juridiction interrégionale spécialisée (Jirs) de Rennes sur des faits d'« exercice illégal de l'activité d'agent sportif ».

### Affaire David Amaré
Le 3 avril 2023, Waldemar Kita nomme David Amaré au poste de directeur de la sûreté et de la sécurité du FC Nantes.
David Amaré, ancien policier au renseignement territorial, fait l’objet d’une enquête de l’Inspection générale de la police nationale (IGPN), la police des polices, indique le procureur de la République de Nantes, Renaud Gaudeul. L’IGPN a été saisie pour des faits de prise illégale d’intérêts.
Le 7 septembre 2023, Waldemar Kita a été interrogé dans le cadre d'une enquête de l'IGPN pour prise illégale d’intérêts.